# Bäckebo sockens hembygdsförening
Bäckebo sockens hembygdsförening bildades 1938 och verkar i Bäckebo i Nybro kommun. Föreningen utger sedan 1983 Bäckebo sockenkrönika, vilken utkommer en gång om året. Föreningen driver Bäckebo hembygdsgård på Bygdevägen. Hembygdsföreningen äger också ett tröskverkshus i Torskemåla, en ryggåsstuga i Rugstorp och Bäckebo gamla brandstation. Föreningen ansvarar även för underhållet av en backstuga i Stenaråsen, en fångstgrop i Luvehult och den gamla bron i Binnaretorp. En teckning av bron utgör även föreningens symbol.